# Streblocera primotina
Streblocera primotina är en stekelart som beskrevs av Chou 1990. Streblocera primotina ingår i släktet Streblocera och familjen bracksteklar. Inga underarter finns listade i Catalogue of Life.